# Дай мне шанс
Дай мне шанс (срп. Дај ми шансу) је трећа песма са албума Блажь руског музичара Николаја Носкова.. То је један од најпознатијих песама извођача..

## О песми
Песма је написана 1997. године. Музику је компоновао Сергеј Маркин а аутор текста је Aлексеj Чуланскиj. То је једна од неколико песама извођача за које Носков сам није писао музику. Песма се изводи у жанру ритма и блуза.

## Спот
Овај видео је један од првих видео спотова у Русији, који је сниман уз помоћ хромкиинг (Chroma key, Keying, Bluebox) технике. Акција спота одвија се у ноћној метрополи, а затим на улицама.